# GigaChat
GigaChat — сервис на основе искусственного интеллекта, способный общаться с пользователями в режиме диалога, генерировать по запросу тексты и изображения, писать программный код и создавать музыку. Данный чат-бот разработан Сбером и поддерживает русский и английский языки. GigaChat использует генеративный искусственный интеллект на базе больших языковых моделей.
GigaChat функционирует в формате чат-бота на официальном веб-сайте, в Telegram и ВКонтакте, на колонках SberBoom, SberBoom Mini 2, в мобильном приложении «Салют» на Android.

## История
24 апреля 2023 года Сбер открыл доступ к GigaChat в режиме закрытого тестирования по приглашениям.
17 августа 2023 года GigaChat был встроен в ассистент Салют на умных колонках SberBoom.
5 сентября 2023 года Сбер открыл доступ к GigaChat для всех желающих. Модель также стала доступна пользователям всех умных устройств Sber.. 15 сентября этого же года GigaChat стал доступен в Telegram. 21 сентября 2023 года корпоративным клиентам был предоставлен программный интерфейс GigaChat API. Также Сбер представил GigaCode — платформу на основе больших языковых моделей.
В октябре 2023 года аудитория GigaChat достигла 1 млн пользователей.
19 октября 2023 года GigaChat стал доступен в формате бота в социальной сети ВКонтакте.
В ноябре Сбер объявил о разработке новой языковой модели на 29 млрд параметров, на которой будет основана следующая версия GigaChat.
15 декабря 2023 года бизнесу и разработчикам стал доступен GigaChat Pro — более мощная версия GigaChat.
26 января 2024 года GigaChat обошёл версию ChatGPT-3.5 от OpenAI по качеству ответов на английском и русском языке.
В марте 2024 года деловой журнал Arabian Business опубликовал результаты исследования агентства ChipAI по выявлению 10 лучших больших языковых моделей в мире, в котором GigaChat занял 4 место. В ходе слепых тестов аналитики оценили модели ИИ в решении таких задач, как языковой перевод, творческое письмо, генерация кода и анализ данных. GigaChat был признан лучшим в работе на русском языке.
К середине марта 2024 года общая численность аудитории GigaChat и Kandinsky составила 18 млн пользователей.
В декабре 2024 года была добавлена функция генерации музыки и вокала, у пользователей GigaChat появилась возможность создавать песни без ограничения по жанрам и голосам.
13 марта 2025 года Сбер представил крупное обновление линейки ИИ-моделей — GigaChat 2.0. Флагманская версия GigaChat 2 MAX предназначена для задач, где важны точность и творческий подход, для более простых случаев разработана облегчённая версия — GigaChat 2 Lite. ИИ улучшил знания в различных дисциплинах и навыки программирования, а также научился работать с запросами до двухсот страниц А4.

## Функционал
GigaChat способен генерировать тексты, создавать и распознавать изображения, писать код, работать с файлами различных форматов. Также доступны функции голосового ввода и озвучивания ответа, создания открыток и медитаций. В настоящее время пользователям доступна генерация трёх видов открыток: ко дню рождения, к любому событию и признания в любви. Для медитаций GigaChat учитывает эмоциональное состояние и цели пользователя, генерируя соответствующие тексты и предлагая музыкальный фон. По завершении процесса пользователь получает аудиодорожку, созданную на основе его запросов. Медитации от GigaChat длятся до трёх минут.
На базе основной модели, существует несколько сущностей, которые обладают собственным стилем коммуникации и функционалом — Хвалёнушка, Контент-мейкер и Кот Баюн.
Продуктовые решения на базе GigaChat были внедрены в несколько проектов Сбера — Домклик, SaluteBot и SaluteJazz. 
Модель GigaChat Max была внедрена в поиск приложения Сбербанк Онлайн, позволяя пользователю находить информацию, даже не касающуюся банковской тематики. 
В ноябре 2023 года была выпущена и интегрирована в веб-версию GigaChat и ассистент Салют система GigaSearch. В GigaSearch реализована механика RAG (Retrieval-Augmented Generation) — нейросеть генерирует ответ на запрос, используя документы из поисковой выдачи. Данный подход решает проблему галлюцинаций генеративной модели и свежести её данных.
В декабре 2024 года GigaChat получил возможность генерации музыки и песен по текстовому описанию.

### GigaChat API
GigaChat API — программный интерфейс доступа к GigaChat для бизнеса. С его помощью компании могут использовать модель для собственных решений и оптимизации процессов. GigaChat API можно интегрировать в CRM, ERM и другие системы, завести чат-бота на его базе, обрабатывать большой объём документации.
В 2023 году Сбер разработал GigaChain (SDK) — адаптированную версию библиотеки LangChain для русского языка с поддержкой GigaChat API. Библиотека стандартизирует типовые кейсы применения различных языковых моделей, такие как работа с цепочками, базами знаний. Компаниям доступны три модели, отличающиеся по скорости, возможности следовать сложным инструкциям и размером контекстного окна: GigaChat Lite, GigaChat Lite+ и GigaChat Pro.

## Цензура
«Медузой» было замечено, что нейросеть GigaChat не готова разговаривать об Украине, о вторжении России на Украину, статусе Крыма, ДНР и ЛНР. Также было замечено, что после трёх вопросов на эту тематику нейросеть будет работать только на сайте. Данную цензуру можно обойти, задав вопросы, косвенно относящиеся к тематике. Нейросеть также не готова разговаривать о Владимире Путине, Владимире Зеленском, Михаиле Саакашвили, Алексее Навальном, Илье Яшине, Юлии Навальной и рассказывать какие-либо сведения из их биографии. Подвержена цензуре тема выборов президента России в 2008 году и памятников Степану Бандере.

## Интересные факты
23 ноября 2023 года GigaChat сдал ЕГЭ по обществознанию, набрав 67 баллов.
13 февраля 2024 года сервис сдал экзамен высшего медицинского учреждения по направлению подготовки «Лечебное дело», необходимый для получения квалификации «врач-лечебник».